# Kanton Amiens-5
Kanton Amiens-5 (fr. Canton d'Amiens-5) je francouzský kanton v departementu Somme v regionu Hauts-de-France. Tvoří ho dvě obce a část města Amiens. Zřízen byl v roce 2015.

## Obce kantonu
- Amiens (část)
- Boves
- Cagny